# John Vincent Atanasoff

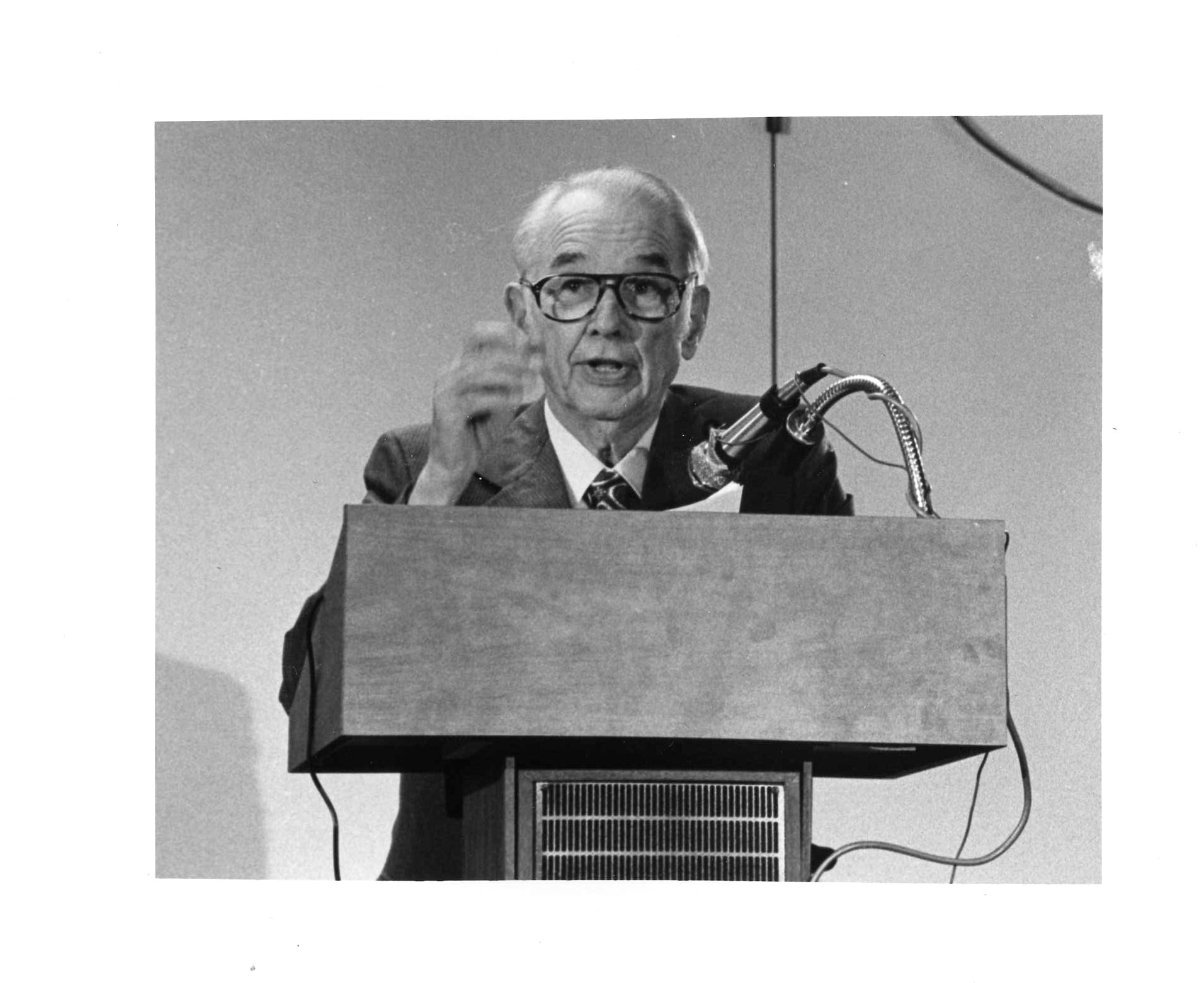
John Vincent Atanasoff

John Vincent Atanasoff (Hamilton, 4 oktober 1903 – Frederick, 15 juni 1995) was een Amerikaans natuurkundige van Bulgaarse afkomst en de uitvinder van de eerste elektronische digitale computer. Zijn vader, Ivan Atanasov, was een Bulgaar die samen met zijn oom in 1889 naar Amerika immigreerde. Zijn moeder, Iva Lucena Purdy, was een lerares wiskunde in New York. Nadat Ivan zijn diploma filosofie aan de Colgate College behaalde, werkte hij als industrieel ingenieur in New Jersey. Iva en Ivan trouwden in 1900 en kregen samen acht kinderen.
De Atanasoff-Berry Computer (ABC) was de eerste elektronische digitale computer ter wereld. Hij werd gebouwd door John Vincent Atanasoff en Clifford Berry aan de Iowa State University gedurende 1937-'42. Deze computer bevatte veel belangrijke nieuwe toepassingen waaronder het gebruik van binaire aritmetiek, regeneratief geheugen, parallelle verwerking, en het scheiden van het geheugen en computerfuncties.
Op 19 oktober 1973 deed de federale rechter Earl R. Larson uitspraak in een langdurige rechtszaak over het ENIAC-patent van Mauchly and Eckert. Hij verklaarde het patent ongeldig en Atanasoff als uitvinder van de eerste elektronische digitale computer ter wereld. 
Als dank voor zijn werk kreeg Atanasoff de National Medal of Technology. Deze werd uitgereikt door president George H.W. Bush in het Witte Huis op 13 november 1990.